# Scrioaștea
Scrioaștea est une commune du județ de Teleorman en Roumanie.